# Шкоція (Куявсько-Поморське воєводство)
Шкоція (пол. Szkocja, нім. Schottland) — село в Польщі, у гміні Шубін Накельського повіту Куявсько-Поморського воєводства.
Населення — 288 осіб (2011).
У 1975-1998 роках село входило до складу Бидгощського воєводства.

## Демографія
Демографічна структура станом на 31 березня 2011 року:
|          | Загалом | Допрацездатний вік | Працездатний вік | Постпрацездатний вік |
| -------- | ------- | ------------------ | ---------------- | -------------------- |
| Чоловіки | 149     | 43                 | 102              | 4                    |
| Жінки    | 139     | 37                 | 89               | 13                   |
| Разом    | 288     | 80                 | 191              | 17                   |